# Айнзельтум
Айнзельтум (нем. Einselthum) — община в Германии, в земле Рейнланд-Пфальц. 
Входит в состав района Доннерсберг. Подчиняется управлению Гёльхайм.  Население составляет 840 человек (на 31 декабря 2010 года). Занимает площадь 5,51 км².